# Colegio-Convento de los Mercedarios Calzados
El antiguo Colegio-convento de Mercedarios Calzados de Nuestra Señora de la Concepción o Colegio de los Mercedarios Calzados de Alcalá de Henares se fundó en 1518 como un colegio menor conventual de la Universidad de Alcalá y se clausuró en 1835. Su edificio, tras diversas ocupaciones como cuartel militar y prisión para hombres, fue demolido y su solar es, desde 2008, parte del nuevo edificio del Parador de Alcalá de Henares.

## Historia
Después de la muerte del Cardenal Cisneros, el Colegio Mayor de San Ildefonso pidió a algunos institutos religiosos que fundaran en la Universidad, dándoles toda clase de facilidades para ello. En junio de 1511 el Rector y consiliarios solicitaron a los padres Provincial y Definidores de los Mercedarios Calzados que fundasen un colegio en la villa, para que vivieran allí frailes estudiantes matriculados anualmente en la Universidad.
El Rector del Colegio Mayor de San Ildefonso les propuso la cesión de unas casas para establecerse a cambio de que el Comendador o Superior del convento fuera Juez Apostólico de la Universidad, “para que mire, juzgue y guarde el derecho de dicho colegio mayor y universidad…”. En caso de que los frailes no aceptaran tenían que comprar las casas pagando 6.500 maravedíes de censo perpetuo. Los mercedarios aceptaron esta obligación y otras comunes a que se obligaban los estudiantes, mediante escritura otorgada el 24 de junio de 1518.
Unos días antes, el 2 de junio, el padre fray Juan de Riaño, en nombre de la Orden, tomó posesión de las casas, en presencia de testigos, aunque hasta 1520 no entraron los primeros colegiales. Estas casas donde se instaló el primer convento de la Universidad Complutense eran nuevas; formaron parte de la política inmobiliaria y constructiva que tuvo el Cardenal Cisneros al fundar su ciudad universitaria, de adquirir solares y casas, y construirlas de nuevo, con el fin de que el Mayor las alquilara o vendiera para tener saneadas rentas perpetuas.
Las viviendas que dio el Colegio Mayor a los frailes eran el cuarto norte y parte del cuarto oeste de un patio de planta rectangular que se hallaba junto a la puerta de las Tenerías, en la manzana 14, según el Plan de la Universidad, con entrada por la calle de los Colegios o calle Roma (antes calle de las Tenerías), lindando a su vez, con otras casas propiedad del mismo Colegio de San Ildefonso. En ellas instalaron la iglesia, cuya obra debieron comenzar en cuanto tomaron posesión del inmueble y se terminó aproximadamente hacia 1520. Dicha iglesia no era más que una modesta habitación cubierta con un techo plano de madera que serviría de forjado y suelo a la planta superior, en donde estaban las celdas.
Entre 1518 y 1539 el Colegio Mayor les dio de nuevo otra casa que añadieron a las que ya tenían a cambio de “administrar los santos sacramentos de la confesión y los demás, a estudiantes que hubieren en el hospital de San Lucas…y a los que muriesen y fuesen pobres, ir por ellos con su cruz y enterrarlos con su responso, en el dicho hospital o en su colegio o monasterio…”
En 1539, el Capítulo de la Orden mercedaria que tuvo lugar en  Guadalajara dio una carta de poder a los padres comendadores de Valencia, Jerez y Salamanca, para concertar con el Rector y consiliarios del Colegio Mayor la adquisición de “un patio y casas”, con objeto de ampliar su edificio. Al tratarse de una compra y no de una cesión, como en los casos anteriores, el Colegio Mayor se encontraba en la obligación de exigir además de la financiación del inmueble, que en el convento vivieran de ordinario diez estudiantes que la Orden se encargaría de dotar con 120 fanegas de trigo de renta y quince mil maravedíes para su mantenimiento.
Con estas casas el convento ocupó toda la manzana. En 1575 consta que en la manzana 14 hay una sola partida de casas en donde está el Monasterio de Nuestra Señora de la Merced que paga al Colegio de San Ildefonso tres mil maravedíes de censo anuales. Aquí vivieron los frailes varios años hasta que se hizo urgente que construyeran un nuevo edificio para su instalación definitiva.
En los primeros días del mes de agosto, fray Pedro de Oña ya tenía en su poder “la traza y planta” del nuevo edificio, hecha por el maestro de cantería Juan Andrea Rodi.
Las obras tenían que comenzar el día uno de septiembre de 1596, y lo primero que hicieron fue demoler las casas viejas, situadas al norte, en la calle de los Colegios, para empezar el cuarto principal, continuando demoliendo a medida que se necesitaba y aprovechando todo el material disponible para la obra nueva.
Esta se tenía que hacer en once años. Después de empezar el nuevo colegio, en 1597, los frailes volvieron de nuevo a adquirir algunas casas que estaban situadas a espaldas del monasterio, en la manzana 13 y dos años después, en 1599 unas corralizas que estaban en el mismo sitio, todas ellas propiedad del Colegio de San Ildefonso (probablemente para hacer la huerta).
En 1731 los frailes quisieron cerrar la callejuela que había detrás a sus expensas, porque la gente curioseaba el interior a través de las ventanas bajas. Por tanto, para aislar el convento por este lado, el padre Rector pidió al Ayuntamiento la cesión de unos solares situados en la isla 13, y dicha calle que estaba entre ellos y el convento.
Sin embargo, el Ayuntamiento no contestó y unos años después, en 1763, el Padre Rector lo solicitó de nuevo. J.B. Román fue el maestro de obras encargado de reconocer el solar y decidir “a vista de ojos”, la conveniencia de la donación. Y ya que con ello no se hacía daño alguno, la ciudad les dio gratuitamente dicho sitio, con la condición de que el colegio se obligara a hacer a su costa las tapias para cerrar su propiedad… “dirigiendo la fábrica y tirantez en línea recta con la pared de la Merced, volviendo a buscar la tirantez de la cerca del colegio de los caballeros manriques…”
De este modo, la propiedad de la Merced Calzada se extendió desde la calle de los Colegios hasta el camino que iba a las eras de los aguadores, incorporando en ella el tramo de calle al sur del colegio y los solares de la manzana 13.
La calle del Pozo, que separaba los colegios de la Merced y de los Basilios se dejó libre y “… salía recta desde la calle Roma al camino que viene del Carmen Descalzo a la huerta de San Basilio…”
Y respecto a la calle de poniente que separaba el convento del colegio de los Manrique, el Ayuntamiento les permitió considerarla como calle privada, en la que ambas instituciones abrieron puertas falsas… “sentando en su cerramiento un par de puertas grandes para la servidumbre de los dos colegios de los Manriques y de la Merced, dejando el correspondiente curso de las aguas llovedizas para servidumbre de las dos comunidades…”
Con la decadencia de la Universidad de Alcalá, desde el 1 de septiembre de 1803 se transformó en la Academia de Ingenieros en Alcalá de Henares, ocupando los conventos de San Basilio y de la Merced Calzada, ambos contiguos en la calle de Roma (actual calle Colegios). Hasta el 24 de mayo de 1808 que fueron ocupados por las tropas francesas.
Durante la Guerra de Independencia sufrió grandes desperfectos, que conllevó su abandono en 1824. Los monjes se trasladaron al antiguo Colegio de León y permanecieron allí hasta que el Real Decreto de exclaustración del 25 de julio de 1835 obliga a cerrar los conventos masculinos en los que no hubiera al menos doce religiosos profesos.
En la actualidad, sobre su solar se levantan la mitad oriental de las habitaciones y la piscina del Parador de Alcalá de Henares.

## Edificio
Se asentaron en unas casas de la calle Colegios, situadas entre los colegios de Basilios y Manriques, sobre las que construirían su edificio en 1596. La construcción era de forma cuadrangular, con 40 metros de fachada y 39 metros los laterales. Con un exterior muy sencillo, presentaba una hornacina sobre la entrada de la iglesia, que albergaba una imagen en piedra de Nuestra Señora de la Merced.

## Colegiales distinguidos
- Fray Francisco de Rivera fue General de la Orden de los Mercedarios, y en México fue obispo de Guadalajara y de Mechoacan.
- Fray Manuel de la Torre fue catedrático de teología en la Universidad de Alcalá, y arzobispo de Lantiano (Nápoles).
- Padre Agustín de Revenga fue Juez Conservador de la Universidad de Alcalá.